# Hymn for My Soul
Hymn for My Soul je studiové album rockového zpěváka Joe Cockera z roku 2007. Album produkoval Ethan Johns.

## Seznam skladeb
1. "You Haven't Done Nothin'" – 3:50 (Stevie Wonder)
2. "One Word (Peace)" – 2:49 (John Magnie, Tommy Malone)
3. "Love Is For Me" – 4:05 (Ziggy Modeliste, Art Neville, Leo Nocentelli, George Porter, Jr.)
4. "Don't Give Up on Me" – 4:05 (Hoy Lindsey, Dan Penn, Carson Whitsett)
5. "Long as I Can See the Light" – 3:34 (John Fogerty)
6. "Beware of Darkness" – 3:51 (George Harrison)
7. "Just Pass It On" – 4:39 (Daniel Moore)
8. "Rivers Invitation" – 3:31 (Percy Mayfield)
9. "Ring Them Bells" – 3:04 (Bob Dylan)
10. "Hymn 4 My Soul" – 3:54 (Andy Fairweather-Low)
11. "Come Together" – 4:25 (John Lennon, Paul McCartney) (Bonusová skladba na americké verzi)

## Sestava
- Joe Cocker – zpěv
- Ethan Johns – kytara, akustická kytara, ukulele, harmonium, hurdy gurdy, doprovodný zpěv
- Albert Lee – kytara
- Greg Leisz – kytara, steel kytara, mandolína
- Bob Babbitt – bakytara
- Dave Palmer – piáno, klávesy, ...
- Benmont Tench – piáno
- Mike Finnigan – Hammondovy varhany
- Tom Scott – saxofon
- Greg Adams – trubka
- Chuck Findley – trubka
- David Low – violoncello
- Julie Gigante – housle
- Phillipe Levy – housle
- Brian Denbow – viola
- James Gadson – bicí
- Jim Keltner – bicí, perkuse
- Don Heffington – konga, ...
- Merry Clayton – doprovodný zpěv
- Jim Gilstrap – doprovodný zpěv
- Benjamin Ochieng – doprovodný zpěv
- Julianna Raye – doprovodný zpěv
- Tata Vega – doprovodný zpěv
- Julia Waters – doprovodný zpěv
- Oren Waters – doprovodný zpěv